# Kemphaan
De kemphaan (Calidris pugnax) is een vogel uit de familie van snipachtigen (Scolopacidae). De wetenschappelijke naam van de soort werd als Tringa pugnax in 1758 gepubliceerd door Carl Linnaeus. Deze soort werd lange tijd als Philomachus pugnax in een eigen monotypisch geslacht geplaatst. Het voedsel bestaat uit insecten en larven. Het is in Nederland een ernstig bedreigde broedvogel die vroeger veel voorkwam in natte weilanden.

## Beschrijving
De kemphaan is een steltloper met een lange nek. Mannetjes en vrouwtjes verschillen heel sterk (seksuele dimorfie). Het mannetje is ongeveer 30 cm lang, het vrouwtje 24 cm, dus een stuk kleiner. Het mannetje heeft in het broedkleed een kleurrijke kraag en kuif. De kleuren van deze kraag en kuif verschillen onderling: egaal van kleur of gebandeerd met kleuren tussen zwart, roodbruin, oranje of wit.

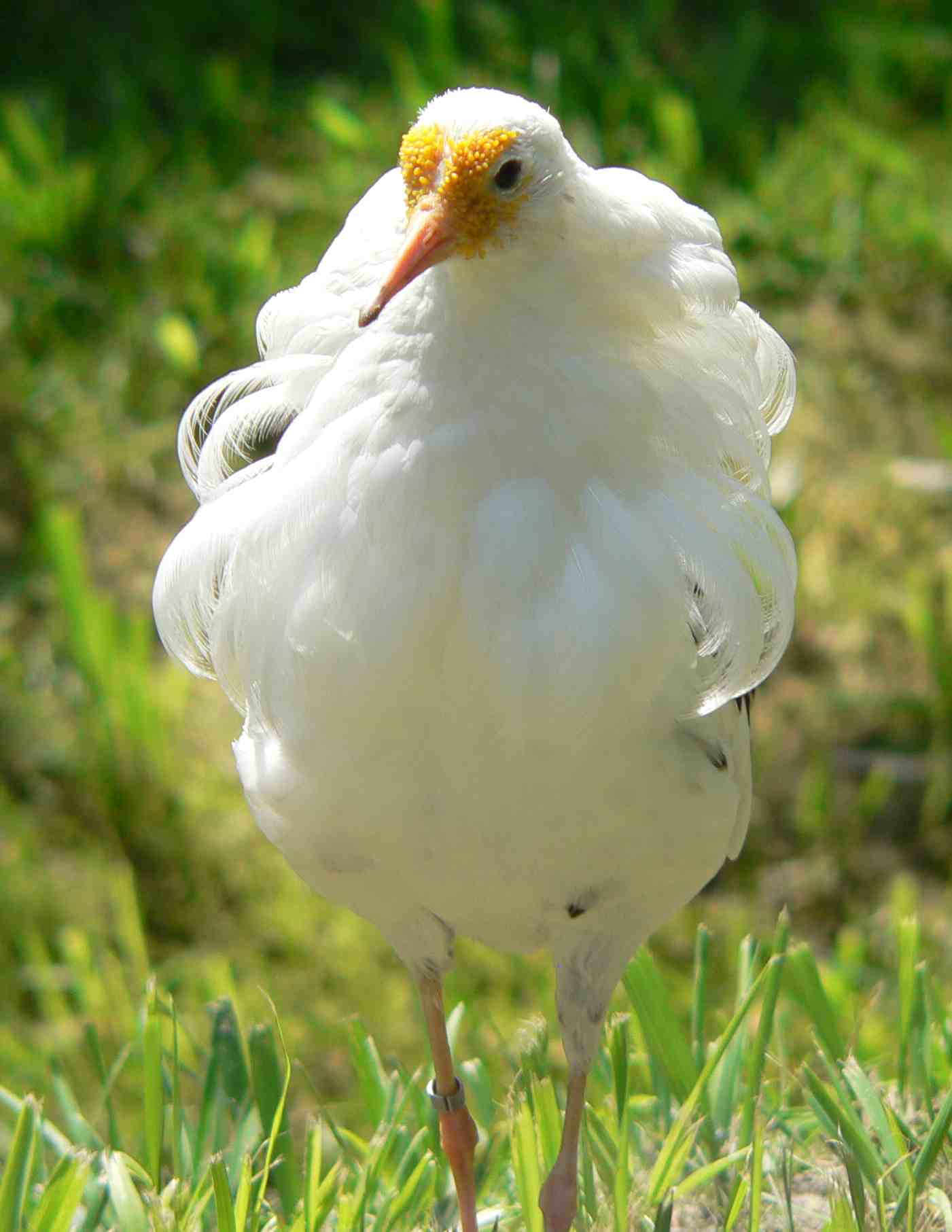
Kemphaan (mannetje) in wit broedkleed. Een zogenaamd satellietmannetje
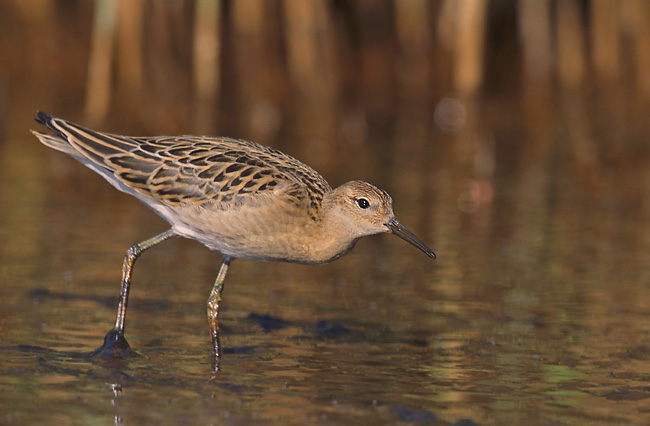
Juveniel

## Gedrag
Mannetjeskemphanen komen bij elkaar op een speciale plek, ook wel stoeiplaats genoemd. Daar houden zij een soort schijngevechten tegen elkaar en de vrouwtjes komen daar kijken, en paren met een mannetje naar keuze. Uit onderzoek blijkt dat dit een uitgebreid ritueel is waaraan mannetjes op drie verschillende manieren kunnen meedoen. Er zijn (1) territoriale mannetjes die een bepaald stukje van hoogstens 1 meter breedte van de stoeiplaats verdedigen tegen andere mannetjes (2) satellietmannetjes die binnen het stukje van het territoriale mannetje worden geduld en daar soms ook paren met vrouwtjes die het stukje bezoeken en (3) mannetjes die het verenkleed van een vrouwtje maar de geslachtsorganen van een mannetje hebben. Deze 'derde' sekse is in 2008 beschreven door onder anderen de Nederlandse ornitholoog Joop Jukema, maar komt heel weinig voor. Meest voorkomend (84%) zijn de territoriale mannetjes. Zij hebben kragen en pluimen met de zeer uitgesproken kleuren. De satellietmannetjes (16%) hebben meestal witte of een beetje gespikkelde kragen, en de kemphanen van de zeldzame derde sekse hebben dus helemaal geen kraag. De verschillen tussen deze typen mannetjes liggen erfelijk vast. Het betreft echter geen aan het sekse-gen gebonden verschil.

## Verspreiding en leefgebied

### Mondiaal
De vogel broedt in een groot gedeelte van noordelijk Europa en oostelijk Siberië en overwintert in tropische en subtropische gebieden van Afrika, Azië en zelfs Australië (zie verspreidingskaart).
Het broedgebied van deze vogel ligt in de arctische en subarctische zone, maar in Europa ook in natte weidegebieden in de gematigde klimaatzone. Het broedgebied bestaat uit vochtige, open plekken met gras of struikvormige begroeiing in half bebost gebied met kleine poelen, afgewisseld met droge kale plekken voor de zogenaamde stoeiplaatsen. Buiten de broedtijd is de vogel te vinden in moerasgebieden, modderige strandjes langs meren en rivieren, maar ook in brakwatergebieden van riviermondingen en modderbanken aan zeekusten.

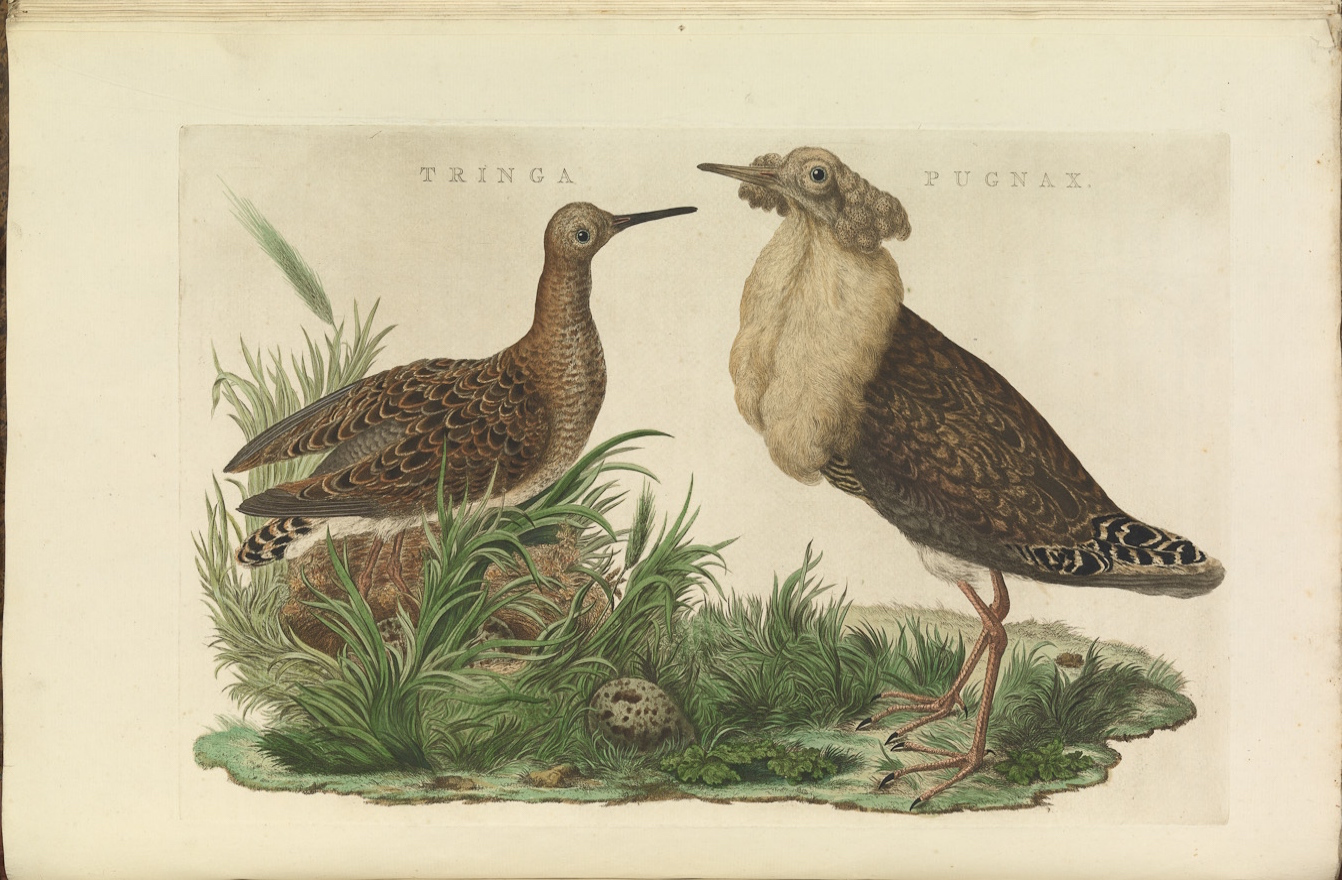
Philomachus pugnax
(1770), Nederlandsche vogelen, KB

### Voorkomen in Nederland en Vlaanderen
De kemphaan kan in Nederland en België het hele jaar worden gezien. De vogel trok voor 2002 in het voorjaar in grote aantallen door, vooral in april. De najaarstrek is minder opvallend en vindt plaats tussen juli en september. Een klein aantal overwintert. De meeste vogels die in Nederland werden geringd, zijn terug gevonden in Spanje, Portugal en Noord- en West-Afrika.

Als broedvogel is de vogel bijna uitgestorven in Nederland. In 1950 broedden er in Nederland nog 6000 paar, in 1980 800-1100 en rond 2002 nog maar 120 en daarna ging het verder bergafwaarts. In 2012 waren er vier meldingen van vogels die mogelijk hadden gebroed. Sinds 2002 neemt ook het aantal doortrekkers sterk af. In Vlaanderen is de kemphaan sinds 1977 als broedvogel verdwenen.

## Status

### Internationaal
De kemphaan heeft een groot verspreidingsgebied en daardoor is de kans op de status kwetsbaar (voor uitsterven) gering. De grootte van de wereldpopulatie is in 2015 geschat op 1,5 - 10 miljoen individuen. Deze steltloper gaat in aantal achteruit. Het leefgebied van de vogel wordt plaatselijk bedreigd door turfwinning, vervuiling die optreedt bij de oliewinning in het poolgebied, drooglegging van moerassen en andere ontwikkelingen in de landbouw, waarbij drassige weidegebieden verdwijnen. Waarschijnlijk zal het broedareaal ook kleiner worden door klimaatverandering en het optreden van ziekten zoals vogelgriep. Echter, het tempo van achteruitgang ligt onder de 30% in tien jaar (minder dan 3,5% per jaar). Om deze redenen staat de kemphaan nog als niet bedreigd op de Rode Lijst van de IUCN.

### Vlaanderen en Nederland
Een belangrijke oorzaak voor de enorme achteruitgang in Nederland is de manier waarop de melkveehouderij wordt bedreven. De weilanden worden zo droog mogelijk gehouden (waterpeilverlaging), te zwaar bemest en te intensief gemaaid. Daarom staat de kemphaan nu als ernstig bedreigd op de Nederlandse rode lijst. In Vlaanderen staat de kemphaan als verdwenen op de Vlaamse rode lijst.

## Trivia
De mascotte van voetbalclub KVC Westerlo wordt de kemphaan genoemd, net als hun maandblad. De beste speler van de match wordt verkozen tot kemphaan van de match.
In het Nederlands taalgebruik wordt de term kemphaan figuurlijk gebruikt om een vechtersbaas aan te duiden.

## Video
- Baltsende kemphanen